# Ensayo sobre la ceguera
Ensayo sobre la ceguera (original en portugués, Ensaio sobre a cegueira) es una novela publicada en 1995 del escritor portugués José Saramago, Premio Nobel de Literatura en 1998. Es uno de sus libros más conocidos, junto con Todos los nombres y El Evangelio según Jesucristo. Saramago la definía como «la novela que plasmaba, criticaba y desenmascaraba a una sociedad podrida y desencajada». Es una novela psicológica, contada por un narrador omnisciente que especialmente se centra en el personaje principal, que es la mujer del médico.
El profundo egoísmo que marca a los distintos personajes en la lucha por la supervivencia se convierte en una parábola de la sociedad actual, trascendiendo así el significado de ceguera más allá de la propia enfermedad física.
Una particularidad de esta novela es que el autor se da el lujo de obviar los nombres de los múltiples personajes. Solo la exhaustiva descripción que hace de cada uno de ellos permite que el lector los identifique claramente. Ejemplos de este estilo son «la mujer del médico», «la mujer de las gafas oscuras», «el niño estrábico», etc.

«Creo que no nos quedamos ciegos, creo que estamos ciegos, ciegos que ven, ciegos que, viendo, no ven».

José Saramago en Ensayo sobre la ceguera.

## Argumento
En esta obra José Saramago nos asoma a los límites de nuestra conciencia a través de seis personajes anónimos dirigidos por una heroína (la mujer del médico), que han de hacer frente a una pandemia que se extiende por todo el mundo: la ceguera blanca. 
La novela sigue las desgracias de entre los primeros en ser golpeados por la enfermedad y se centra en "la esposa del médico", su esposo, varios de sus pacientes y varios otros, quienes se juntan por casualidad. Después de una larga y traumática cuarentena en un manicomio, el grupo se reúne en una unidad familiar para sobrevivir por su ingenio y por la inexplicable suerte de que la esposa del médico ha escapado de la ceguera. El origen repentino e inexplicable y la naturaleza de la ceguera causan un pánico generalizado, y el orden social se desintegra rápidamente a medida que el gobierno intenta contener el contagio aparente y mantener el orden a través de medidas cada vez más represivas e ineptas.
En la primera parte del libro la narración se centra en los primeros infectados, estos son encerrados en campos de reclusión ante el pánico generalizado. A partir de su encierro se genera un caótico submundo, donde surgen los instintos más bajos del ser humano. Ante el miedo generalizado – los de dentro, fruto de la incertidumbre producida por la ceguera, y los que permanecen en el mundo exterior por el miedo al contagio – "triunfan" los personajes más amorales y que se aprovechan de la desesperación y el pánico generalizado.
La ansiedad por la disponibilidad de alimentos, causada por irregularidades en el suministro, actúa para socavar la solidaridad; y la falta de organización impide que los internos distribuyan comida o tareas de manera justa. Los soldados asignados a guardar el asilo y cuidar el bienestar de los internos se vuelven cada vez más antipáticos a medida que un soldado tras otro se infecta. Los militares se niegan a autorizar medicamentos básicos, por lo que una simple infección se vuelve mortal. Ante el temor de una ruptura, los soldados derriban a una multitud de internos que esperan la entrega de alimentos.
Las condiciones se degeneran aún más a medida que una camarilla armada obtiene el control sobre las entregas de alimentos, subyugando a sus compañeros internos, exponiéndolos a agresiones y privaciones, y perpetrando violaciones en grupo de las mujeres. La situación se vuelve tan insoportable que la mujer del médico lleva a cabo un acto desesperado: aprovechando el momento en el que tiene lugar una violación grupal, asesina al líder de la camarilla y salva a la mujer que estaba siendo forzada por él. En la sala se genera un gran caos, gracias al cual ambas consiguen escapar. Espoleados por el hambre y aprovechando la ausencia del líder, los internos organizan un levantamiento para acabar con los integrantes de la camarilla, pero estos se habían atrincherado en su sala, improvisando una barricada de camas, por lo que la incursión fracasa. Es entonces cuando la mujer que fue salvada durante la violación resuelve ir en solitario a prender fuego a la barricada y a la sala. El incendio se extiende mientras los internos luchan por sobrevivir. Cuando toman la decisión de pedir ayuda al ejército, descubren que éste ha abandonado el asilo. Libres para escapar de allí, los protagonistas se unen a la multitud de ciegos casi indefensos que vagan por la ciudad devastada y luchan entre sí para sobrevivir.
En la segunda parte asistimos a la ceguera total de la humanidad, excepto la mujer del médico. Esta, ocultando su visión, ya se había convertido en el cabecilla de un grupo de ciegos, los primeros en entrar en los campos de reclusión. Pero el nuevo escenario es la ciudad, donde se produce la muerte en vida, los alimentos escasean y la podredumbre lo invade todo. Es aquí, en este nuevo espacio, donde la mujer del médico se convierte en una guía imprescindible para el grupo, hasta el punto de volverse una dedicación asfixiante. Pero, de repente, este ambiente opresor en el que nos había sumergido Saramago desaparece, al desaparecer repentinamente la ceguera.

## Adaptaciones
En el 2006 se anunció la adaptación al cine de la novela. La película fue dirigida por Fernando Meirelles, se titula Blindness (conocida en español como Ceguera o A ciegas) y se estrenó en el 2008.